# Mistrzostwa świata do lat 18 w hokeju na lodzie mężczyzn 2020
22. Mistrzostwa Świata do lat 18 w Hokeju na Lodzie 2020 organizowane przez IIHF w Stanach Zjednoczonych. Jako miasta gospodarze wybrano Plymouth i Ann Arbor.
Wszystkie turnieje mistrzostw świata do lat 18 edycji 2020 zostały odwołane z powodu pandemii COVID-19.

## Elita
Turniej miał był rozegrany w dniach od 16 do 26 kwietnia 2020 w Plymouth i Ann Arbor w Stanach Zjednoczonych. Miało w nim brać udział 10 najlepszych młodzieżowych drużyn świata.
W Mistrzostwach Świata Elity Młodzieżowców 2020 miały wystąpić następujące reprezentacje:
- Białoruś
- Czechy
- Finlandia
- Kanada
- Łotwa
- Niemcy (awansowały z Dywizji I Grupy A)
- Rosja
- Stany Zjednoczone (gospodarz)
- Szwajcaria
- Szwecja

## Dywizja I
Grupa A Dywizji I jest drugą klasą mistrzowską, z której najlepsza drużyna uzyskuje awans do Elity, a ostatni zespół jest degradowany do Grupy B Dywizji I. Grupa B Dywizji I stanowi trzecią klasę mistrzowską. Jej zwycięzca awansuje do Dywizji I Grupy A, zaś ostatnia drużyny spada do Dywizji II Grupy A.

### Grupa A
Mistrzostwa Świata Dywizji I Grupy A miały zostać rozegrane w dniach od 13 do 19 kwietnia 2020 w Nowej Wsi Spiskiej, na Słowacji. W turnieju miały uczestniczyć następujące drużyny:
- Dania
- Francja
- Japonia (awansowała z Dywizji I Grupy B)
- Kazachstan
- Norwegia
- Słowacja (gospodarz,zdegradowana z Elity)

### Grupa B
Mistrzostwa Świata Dywizji I Grupy B miały zostać rozegrane w dniach od 12 do 18 kwietnia 2020 w Asiago, we Włoszech. W turnieju miały uczestniczyć następujące drużyny:
- Austria
- Polska (awansowała z Dywizji II Grupy A)
- Słowenia
- Ukraina (zdegradowana z Dywizji I Grupy A)
- Węgry
- Włochy (gospodarz)

## Dywizja II
Grupa A Dywizji II jest czwartą klasą mistrzowską, z której pierwsza drużyna uzyskują awans do Dywizji I Grupy B, a ostatni zespół jest degradowany do Grupy B Dywizji II. Grupa B Dywizji II stanowi piątą klasę mistrzowską. Jej zwycięzca awansuje do Dywizji II Grupy A, zaś ostatnia drużyny spada do Dywizji III.

### Grupa A
Mistrzostwa Świata Dywizji II Grupy A miały zostać rozegrane w dniach od 22 do 28 marca 2020 roku w Tallinnie, stolicy Estonii. W turnieju miały uczestniczyć następujące drużyny:
- Estonia (gospodarz)
- Korea Południowa
- Litwa
- Rumunia
- Serbia (awansowała z Dywizji II Grupy B)
- Wielka Brytania (zdegradowana z Dywizji I Grupy B)

### Grupa B
Mistrzostwa Świata Dywizji II Grupy B miały zostać rozegrane w dniach od 21 do 27 marca 2020 w Tiencinie, w Chinach. W turnieju miały uczestniczyć następujące drużyny:
- Australia
- Bułgaria (awansowała z Dywizji III Grupy A)
- Chiny (gospodarz)
- Chorwacja
- Holandia
- Hiszpania (zdegradowana z Dywizji II Grupy A)

## Dywizja III
Grupa A Dywizji III jest szóstą klasą mistrzowską, z której pierwsza drużyna uzyskują awans do Dywizji II Grupy B, a ostatni zespół jest degradowany do Grupy B Dywizji III. Grupa B Dywizji III stanowi siódmą klasę mistrzowską. Jej zwycięzca awansuje do Dywizji III Grupy A.

### Grupa A
Mistrzostwa Świata Dywizji III Grupy A miały zostać rozegrane w dniach od 16 do 22 marca 2020 w Stambule, w Turcji. W turnieju miały uczestniczyć następujące drużyny:
- Belgia (zdegradowana z Dywizji II Grupy B)
- Chińskie Tajpej (awansowało z Dywizji III Grupy B)
- Islandia
- Izrael
- Meksyk
- Turcja (gospodarz)

### Grupa B
Mistrzostwa Świata Dywizji III Grupy B miały zostać rozegrane w dniach od 29 marca do 4 kwietnia 2020 w Kockelscheuer, w Luksemburgu. W turnieju miały uczestniczyć następujące drużyny:
- Bośnia i Hercegowina (powrót po 15 latach przerwy)
- Hongkong
- Kirgistan (debiutant)
- Luksemburg (gospodarz)
- Nowa Zelandia (zdegradowana z Dywizji III Grupy A)
- Południowa Afryka